# Johan Driza
Johan Driza (ur. 20 sierpnia 1976 we Wlorze) – albański piłkarz, w 1997 roku członek albańskiej reprezentacji U-21, w latach 1998–2000 reprezentant Albanii.